# Ministère de la Justice et de l'Intérieur
Pour les articles homonymes, voir Ministère de l'Intérieur.
Le ministère de la Justice et de l'Intérieur d'Espagne (en espagnol : Ministerio de Justicia e Interior) est le département ministériel responsable de l'élaboration du droit, de l'administration du système judiciaire de la sécurité publique, de la protection des droits fondamentaux et de la gestion des établissements pénitentiaires en Espagne entre 1994 et 1996.

## Missions

### Fonctions
Le ministère est responsable de la préparation et l'exécution de la politique gouvernementale dans le domaine des relations avec l'administration judiciaire, le Conseil général du pouvoir judiciaire (CGPJ), le Tribunal constitutionnel, le ministère public et les barreaux ; de l'exercice du droit de grâce dévolu au roi d'Espagne ; des affaires relatives à la grandeur et aux titres nobiliaires ; de la communication du gouvernement et des gouvernements autonomiques avec le ministère public par l'intermédiaire du procureur général de l'État ; des affaires religieuses ; de la nationalité et du registre civil ; du notariat, des registres de la propriété et du commerce ; de l'objection de conscience et de l'alternative à la conscription ; de la promotion législative civile, commerciale, pénale et processuelle ; de la codification et de l'harmonisation législatives ; des droits fondamentaux, de la coopération et l'assistance juridiques internationales ; de la promotion des conditions d'exercice des droits fondamentaux ; de l'administration générale de la sécurité et de l'ordre publics ; du commandement supérieur des forces et corps de sécurité de l'État ; du contrôle du secteur de la sécurité privée ; de la protection civile ; de l'administration générale de la police de la route et de la sécurité routière ; des processus électoraux ; des étrangers, des réfugiés et du droit d'asile.

### Organisation
Le ministère de la Justice et de l'Intérieur s'organise de la façon suivante : 
- Ministre de la Justice et de l'Intérieur (Ministro de Justicia e Interior) ; 
  - Secrétariat d'État à la Justice (Secretaría de Estado de Justicia) ; 
    - Secrétariat général de la Justice ; 
      - Direction générale des Infrastructures de l'administration judiciaire ;

    - Cabinet des Affaires religieuses ;
    - Direction générale des Registres et du Notariat ;
    - Direction générale du Service juridique de l'État ;
    - Direction générale de l'Objection de conscience ;
    - Direction générale de la Codification et de la Coopération juridique internationale ;

  - Secrétariat d'État à l'Intérieur (Secretaría de Estado de Interior) ; 
    - Secrétariat général-Direction générale de la Police ;
    - Secrétariat général-Direction générale de la Garde civile ;
    - Direction générale de la Politique intérieure ;
    - Direction générale de la Protection civile ;
    - Direction générale de la Circulation ;
    - Direction générale des Processus électoraux, des Étrangers et du Droit d'asile ;

  - Secrétariat d'État aux Affaires pénitentiaires (Secretaría de Estado de Asuntos Penitenciarios) ; 
    - Direction générale des Institutions pénitentiaires ;
    - Direction générale de l'Administration pénitentiaire ;

  - Délégation du gouvernement pour le plan national des drogues (Delegación del Gobierno para el Plan Nacional sobre Drogas) ; 
    - Direction générale du Plan nationale des drogues ;

  - Sous-secrétariat de la Justice et de l'Intérieur (Subsecretaría de Justicia e Interior) ; 
    - Secrétariat général technique ;
    - Direction générale du Personnel et des Services ;
    - Direction générale de la Planification et du Contrôle de la gestion.

## Titulaires
| Nom | Nom                  | Dates du mandat | Dates du mandat | Parti | Gouvernement(s) |
| --- | -------------------- | --------------- | --------------- | ----- | --------------- |
|     | Juan Alberto Belloch | 06.05.1994      | 03.03.1996      | Aucun | González IV     |